# Thanh Hóa (provincie)
Thanh Hóa este o provincie în Vietnam. Capitala prefecturii este orașul Thanh Hóa.

## Județ
- Thanh Hóa
- Bỉm Sơn
- Sầm Sơn
- Bá Thước
- Cẩm Thủy
- Đông Sơn
- Hà Trung
- Hậu Lộc
- Hoằng Hóa
- Lang Chánh
- Mường Lát
- Nga Sơn
- Ngọc Lặc
- Như Thanh
- Như Xuân
- Nông Cống
- Quan Hóa
- Quan Sơn
- Quảng Xương
- Thạch Thành
- Thiệu Hoá
- Thọ Xuân
- Thường Xuân
- Tĩnh Gia
- Triệu Sơn
- Vĩnh Lộc
- Yên Định

1. ↑   (PDF) https://monre.gov.vn/VanBan/Lists/VanBanChiDao/Attachments/3012/b4.3_Signed.pdf Lipsește sau este vid: |title= (ajutor)
2. ↑   https://www.gso.gov.vn/en/px-web/?pxid=E0201&theme=Population%20and%20Employment Lipsește sau este vid: |title= (ajutor)
3. ↑   https://mabuuchinh.vn/ Lipsește sau este vid: |title= (ajutor)
4. ↑   http://postcode.vn/ Lipsește sau este vid: |title= (ajutor)